# 레이첸잉
레이첸잉(중국어 정체자: 雷千瑩, 간체자: 雷千莹, 병음: Léi Qiānyíng, 한자음: 뇌천영, 1990년 4월 17일~)은 중화민국의 양궁 선수이다. 올림픽에 3회(2012년, 2016년, 2020년) 참가하였으며 2016년 올림픽에서 여자 단체전 동메달을 획득했다.

## 학력
- 국립 타이완 사범대학